# Сепыч (приток Чепцы)
Се́пыч — река в России, протекает в Удмуртии. Левый приток Чепцы.

## География

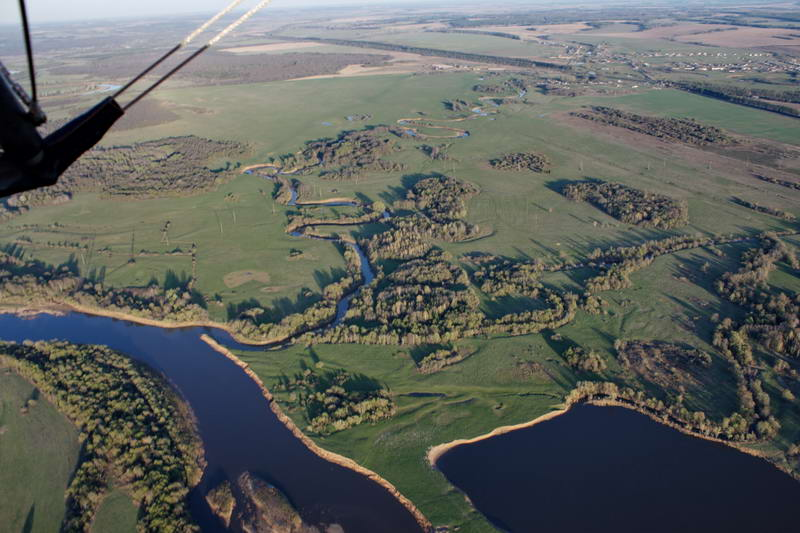
Устье Сепыча с высоты птичьего полета

Длина реки 70 км, площадь водосборного бассейна — 506 км². Берёт начало в Красногорском районе, в 1,5 км к юго-востоку от деревни Убытьдур на Красногорской возвышенности. Общее направление течения — северное. В среднем и нижнем течении протекает по территории Глазовского района, а также по границе его с Балезинским районом. Впадает в Чепцу по левому берегу 295 км от её устья, в 4 км к востоку от города Глазов.
На реке расположены населённые пункты (от истока): Лумпашур, Верхний Сепыч, Сепыч, Трубашур, Котнырево, Качкашур, Дома 1169 км, Семёновский. В бассейне также находятся Парзи, Кочишево, Архангельское, Пусошур, Котегово и др.
В низовьях реку пересекают автодорога Киров — Игра и ж.-д. линия Киров — Балезино.
На левом склоне долины реки в деревне Верхний Сепыч находится гидрологический памятник природы — родник «Сепычевский». В долине реки недалеко от деревень Качкашур и Малый Лудошур были найдены ископаемые останки мамонтов.

## Гидрология
Река извилиста на всем протяжении, имеет смешанное питание с преобладанием снегового. Средний уклон составляет 1,2 м/км. Средний расход воды в устье 3,49 м³/с.
В среднем течении (от села Архангельское до деревни Квака) ширина русла не превышает 10-12 м, глубина на створах 0,5-0,6 м, средняя скорость 0,3 м/сек. В низовьях ширина русла возрастает до 16-25 м, глубина колеблется от 0,9-2,6 м, скорость течения увеличивается до 0,4 м/с. В нижнем течении (ниже деревни Верхний Сепыч) встречаются мелкие перекаты.
Берега сложены из осадочных пород и каждую весну разрушаются, меняя русло. Заболоченная низина в устье реки каждый год затопляется паводковыми водами, после которых остаются озерца и старицы.
Сепыч многократно менял своё русло из-за торфяников — по утверждению старожилов, до Великой Отечественной войны Сепыч иногда впадал в Чепцу в районе «Нового района» города Глазова.
Основные притоки: Шуги и Парзи (левые).

## Хозяйственное использование
На Сепыче и его притоках стоял целый каскад мельниц. В начале XX века около деревни Кочишево стояла «Кошкинская мельница». В 1930-е годы колхоз «Удмурт» деревни Малый Лудошур построил на реке водяную мельницу (находилась напротив современного детского оздоровительного лагеря «Ласточка»). На мельницу Лудошур вуко приходили молоть муку лудошурцы и качкашурцы. К 60-м годам на её месте стояла «Лудошурская ГЭС».
В районе деревень Проспект и Верх-Сепыч были мельница и электростанция. Своя мельница была на слиянии рек Тагашур и Сепыч недалеко от Гондырево. В районе деревень Пусошур и Усть-Пусошур стояла двухэтажная водяная мельница — на втором этаже загружали зерно для молотьбы, а готовая мука поступала в ящик на первом этаже.
В окрестностях деревни Качкашур находились три мельницы. Водяная мельница Омеля вуко (по имени хозяина Емели) была временной и стояла ближе к реке Чепца. Сюда приходили молоть муку жители деревень Качкашур, Лекшур, Солдырь. В 1947 году было начато строительство гидроэлектростанции около деревень Семёновский и Качкашур. «Качкашурская ГЭС», как и другие местные гидроэлектростанции, просуществовала до создания единой энергетической сети в 1970-х годах.
Территория бассейна богата торфом, разработка которого велась с 1940 по 1959 год.

## Этимология
Гидроним «Сепыч», по версии М. Г. Атаманова, можно расшифровать как «сеп» — клин (участок земли), далее по нему же: «В географических названиях Удмуртии выделяются топонимические форманты: -ич ~ -ыч. Ни основа, ни формант не объяснимы на материале удмуртского языка. Гидронимы на -ич ~ -ыч зафиксированы в Верхнем Прикамье».
В энциклопедии Удмуртии: «Сепыч» от коми-пермятского «Сеп» (*s’ep — клин), «пы» — водный источник.

## Данные водного реестра
По данным государственного водного реестра России относится к Камскому бассейновому округу, водохозяйственный участок реки — Кама, речной подбассейн реки Вятка. Речной бассейн реки — Кама.
Код объекта в государственном водном реестре — 10010300112111100033070.